# Antón Antónov-Ovséyenko
Antón Vladímirovich Antónov-Ovséyenko (en ruso: Антон Владимирович Антонов-Овсеенко) (Moscú, 23 de febrero de 1920 - 9 de julio de 2013) fue un historiador y escritor ruso, conocido principalmente por la biografía que escribió sobre Lavrenti Beria.
Nacido el 23 de febrero de 1920, era hijo del líder militar bolchevique Vladímir Antónov-Ovséyenko. En 1935, empezó sus estudios universitarios en la facultad de Historia del Instituto Estatal de Pedagogía de Moscú. 
Tras la ejecución de su padre en febrero de 1938, fue expulsado del Komsomol, aunque fue readmitido el mismo año. Detenido en 1940, pasó 13 años en campos de trabajo forzado del Gulag. Combinó su faceta de escritor e historiador con la dirección del Museo Estatal de la Historia del Gulag, en un edificio cedido por la administración de Moscú en agosto de 2001.
Hasta su muerte, en 2013, trabajó dos días a la semana para continuar documentando lo que él llamaba «los males de la era soviética».